# Приструнок
При́струнок (або — за Ф. Колесою — пíдструнок) — в українських народних музичних інструментах струна, розташована поза грифом, на корпусі, на відміну від довших струн («бунтів» або просто «струн», або, іноді, «басів», «басків» — оскільки на бандурі всі, а на кобзі частина цих струн використовувались як баси), що розташовані на грифі. На приструнках завжди грали, як на арфі, — щипком.
Приструнки вважаються суто українськім винаходом, що відрізняв українські народні музичні інструменти від аналогічних інструментів сусідніх народів. З'явились вони не пізніше 2-ї пол. XVIII-го століття і до 2-ї пол. XIX-го століття інструменти з ними — бандура та кобза майже витіснили інструменти без приструнків (первісну кобзу).

## Приструнки в кобзі
Традиційна українська кобза мала кілька приструнків (від 2 до 7; відома кобза Вересая мала їх шість), на яких грали щипком як на арфі, на відміну від струн, які притискали до грифу, як при грі на лютні. Завдяки грифу (а деякі сучасні та традиційні конструкції мають навіть гриф з ладами, як наприклад, кобза Павла Конопленка-Запорожця), що довзоляв гру в декількох тональностях, нечислені приструнки не були обов'язковими в принципі для відтворення мелодії. Тому їх завжди було не дуже багато, значно менше ніж у бандури, а деякі сучасні конструкції не містять приструнків взагалі. Не містила приструнків і первісна кобза.

## Приструнки в бандурі
В бандурі гра як на басах, так і на приструнках ведеться в арфоподібний спосіб. Кожна струна відтворює лише один звук і тональность (протягом гри) не може бути змінена. Тому для повноцінного відтворення мелодії їй потрібно більше струн та приструнків — не менше 14-16 струн (всього), з яких на грифі — 4-6. При цьому, на відміну від кобзи, мелодію виконують саме приструнки, а струни на грифу використовуються як баси.